# Robyn Adair
Pour les articles homonymes, voir Adair.
Robyn Adair (né le 11 février 1884 à Miles City dans le Montana et mort en février 1965 à Los Angeles, en Californie)  est un acteur américain de la période du cinéma muet.

## Filmographie partielle
- 1912 : The Sheriff's Prisoner
- 1912 : The Sleeper
- 1912 : The Uprising de Romaine Fielding
- 1912 : The Forest Ranger de Romaine Fielding
- 1912 : The Family Next Door de Romaine Fielding
- 1912 : The Way of the Mountains de Romaine Fielding
- 1912 : Chief White Eagle de Romaine Fielding
- 1912 : A Soldier's Furlough de Romaine Fielding
- 1912 : His Western Way de Romaine Fielding
- 1912 : The Power of Silence de Romaine Fielding
- 1913 : Courageous Blood de Romaine Fielding
- 1913 : The Unknown de Romaine Fielding
- 1913 : An Adventure on the Mexican Border de Romaine Fielding
- 1913 : In the Land of the Cactus de Romaine Fielding
- 1913 : Pedro's Treachery de Romaine Fielding
- 1913 : A Girl Spy in Mexico de Romaine Fielding
- 1913 : The Penalty of Jealousy de Romaine Fielding
- 1913 : The Accusing Hand de Romaine Fielding
- 1913 : The Weaker Mind de Romaine Fielding
- 1913 : A Dash for Liberty de Romaine Fielding
- 1913 : The Fatal Scar de Romaine Fielding
- 1913 : The Reformed Outlaw de Romaine Fielding
- 1913 : The Reaping de Burton L. King
- 1913 : The Heart of Kathleen de Raymond B. West
- 1913 : The Evil Eye de Romaine Fielding
- 1913 : The Impostor de Burton L. King
- 1913 : The Belle of Yorktown de Francis Ford
- 1913 : Temporal Death de Romaine Fielding
- 1914 : Prince de Charles Giblyn
- 1914 : A Military Judas de Jay Hunt
- 1914 : The Man from the West de Romaine Fielding
- 1914 : A Romance of the Sea de Walter Edwards
- 1914 : The Play's the Thing de Scott Sidney
- 1914 : For the Wearing of the Green de Raymond B. West
- 1914 : The Hazards of Helen de J.P. McGowan et J. Gunnis Davis
- 1915 : Robert Thorne Forecloses de Burton L. King
- 1915 : The Hut on Sycamore Gap de Burton L. King
- 1915 : An Old-Fashioned Girl de Donald Crisp
- 1915 : The Odd Slipper de Burton L. King
- 1915 : The Eagle and the Sparrow de Burton L. King
- 1915 : The Quest de Harry A. Pollard
- 1915 : Alice of the Lake de Burton L. King
- 1915 : Iole the Christian de Burton L. King
- 1915 : The Honor of the Camp de Burton L. King
- 1915 : The Voice of Eva de Burton L. King
- 1915 : The Reaping de Burton L. King
- 1915 : The Last of the Stills de Burton L. King
- 1915 : Across the Desert de Burton L. King
- 1915 : Two Brothers and a Girl de Burton L. King
- 1915 : Mother's Birthday de Burton L. King
- 1915 : The Lonesome Heart de William Desmond Taylor
- 1915 : The Soul of the Vase de William Desmond Taylor
- 1915 : On the Border de F. McGrew Willis
- 1915 : A Woman Scorned de William Desmond Taylor
- 1915 : Mein Friendt Schneider de Murdock MacQuarrie
- 1915 : The Girl from His Town de Harry A. Pollard
- 1915 : The Substitute Fireman de J. Gunnis Davis
- 1915 : The Limited's Peril de J. Gunnis Davis
- 1915 : A Perilous Chance de J. Gunnis Davis
- 1915 : The Doughnut Vender de Burton L. King
- 1915 : Train Order Number Forty-Five de J. Gunnis Davis
- 1915 : The Broken Rail de J. Gunnis Davis
- 1915 : Nerves of Steel de J. Gunnis Davis
- 1915 : A Girl's Grit de J. Gunnis Davis
- 1915 : A Matter of Seconds de J. Gunnis Davis
- 1915 : The Runaway Boxcar de J. Gunnis Davis
- 1915 : The Watertank Plot de J. Gunnis Davis
- 1915 : A Test of Courage de J. Gunnis Davis
- 1915 : A Mile a Minute de J. Gunnis Davis
- 1915 : The Rescue of the Brakeman's Children de J. Gunnis Davis
- 1915 : Danger Ahead! de J. Gunnis Davis
- 1915 : The Girl and the Special de J. Gunnis Davis
- 1915 : The Dynamite Train de J. Gunnis Davis
- 1915 : The Tramp Telegrapher de J. Gunnis Davis
- 1915 : Crossed Wires de J. Gunnis Davis
- 1915 : The Wrong Train Order de J. Gunnis Davis
- 1916 : At the Risk of Her Life de J. Gunnis Davis
- 1916 : When Seconds Count de J. Gunnis Davis
- 1916 : The Haunted Station de J. Gunnis Davis
- 1916 : The Open Track de J. Gunnis Davis
- 1916 : Tapped Wires de J. Gunnis Davis
- 1916 : The Broken Wire de J. Gunnis Davis
- 1916 : The Peril of the Rails de J. Gunnis Davis
- 1916 : The Switchman's Story
- 1916 : A Race for a Life de J. Gunnis Davis
- 1916 : The Girl Who Dared de J. Gunnis Davis
- 1916 : The Detective's Peril de J. Gunnis Davis
- 1916 : The Leap de Henry MacRae
- 1916 : The Ancient Blood de Charles Bartlett
- 1916 : Power of the Cross de Burton L. King
- 1916 : Converging Paths de Burton L. King
- 1916 : Only a Rose de Burton L. King
- 1916 : Out of the Shadows de Burton L. King
- 1916 : So Shall Ye Reap de Burton L. King
- 1916 : The Girl Detective de Burton L. King
- 1916 : Hedge of Heart's Desire de Burton L. King
- 1916 : Boots and Saddles de Eugene Walter
- 1916 : The Girl Who Doesn't Know de Charles Bartlett
- 1916 : The Master of Her Soul
- 1916 : The Purchase Price de Burton L. King
- 1916 : The Road to Fame de Burton L. King
- 1916 : The Man He Might Have Been de Burton L. King
- 1916 : The Right Hand Path de Burton L. King
- 1917 : In Payment of the Past de Burton L. King
- 1917 : The Making of Bob Mason's Wife de Burton L. King
- 1917 : The Yellow Bullet de Harry Harvey
- 1917 : The Goddess of Chance de Burton L. King
- 1917 : The Last of Her Clan de Burton L. King
- 1917 : The Heart of Jules Carson de Burton L. King
- 1917 : Won in the Stretch de Burton L. King
- 1917 : The Return of Soapweed Scotty de Burton L. King
- 1917 : The Framed Miniature de Burton L. King
- 1917 : The Font of Courage de Burton L. King
- 1917 : The L. X. Clew de Burton L. King
- 1917 : Love's Victory de Burton L. King